# Blake Brockington
Blake Brockington (Charleston, 14 de maio de 1996 – Charlotte, 23 de março de 2015) foi um homem transgênero norte-americano cujo suicídio atraiu atenção internacional. Ele já havia recebido atenção como o primeiro rei assumidamente transgênero do baile de formatura do ensino secundário na Carolina do Norte e, desde então, vinha defendendo os jovens LGBT, a comunidade transgênero e contra a violência policial.

## Biografia
Brockington nasceu em 14 de maio de 1996, em Charleston, na Carolina do Sul. Ele se mudou de Charleston para Charlotte, na Carolina do Norte, quando tinha doze anos.
Brockington, que foi designado do sexo feminino ao nascer, assumiu-se publicamente como transgênero enquanto frequentava a East Mecklenburg High School como aluno do décimo ano. Sua família não apoiou sua decisão de transição, perguntando-se por que ele iria querer chamar mais atenção para si mesmo como um jovem negro. Como resultado, Brockington escolheu viver com uma família adotiva durante sua transição. Ele escolheu o nome Blake depois que ele veio a ele em um sonho e porque ele gostou de como soava masculino. Ele estava tomando testosterona, que era coberta pelo Medicaid, e planejava fazer uma mastectomia assim que pudesse pagar.
Ele passou dois anos como baterista da banda da East Mecklenburg High School.
Em 2014, Brockington recebeu atenção nacional por ser o primeiro rei abertamente transgênero do baile de boas-vindas do ensino secundário na Carolina do Norte, depois de arrecadar a maior quantia de dinheiro para a instituição de caridade escolhida pela East Mecklenburg High School (2,555 mil dólares), Mothering Across Continents. Posteriormente, ele indicou que o processo foi difícil para ele, dizendo: "Essa foi, por si só, a parte mais difícil da minha jornada trans. Coisas realmente odiosas foram ditas na Internet. Foi difícil. Eu vi o quão tacanho o mundo realmente é."
Após sua eleição como rei do baile, ele começou a defender publicamente as questões da juventude transgênero e LGBT. Ele discursou no serviço do Dia Internacional da Memória Transgênero de 2014 em Charlotte. Em dezembro de 2014, na Praça da Independência de Charlotte, ele organizou um protesto contra a brutalidade policial contra negros. Ele esteve envolvido na criação de uma exposição, "Publicly Identified: Coming Out Activist in the Queen City", no Museu Levine do Novo Sul em julho de 2014. Brockington também era mentor de jovens transgêneros. Ele falou em um documentário de 8 minutos feito em 2014 por três alunos da Universidade Elon, "BrocKINGton", sobre sua experiência de ser intimidado por ser transgênero e ser hospitalizado por automutilação.
Ele era ativo na comunidade religiosa e participou da Conferência da Rede de Fé e Ação Trans realizada em Charlotte em agosto de 2014.
Brockington estava matriculado na Universidade da Carolina do Norte em Charlotte, com especialização em educação musical. Na época de sua morte, ele estava de licença médica e não frequentava as aulas. Ele afirmou que seus planos eram se tornar um regente de banda e compositor.

## Morte
Antes de sua morte, Brockington havia indicado que havia passado por anos de depressão e comportamento destrutivo, como automutilação. Ele também indicou que já havia tido pensamentos suicidas. Dois meses antes de sua morte, ele postou em sua página do Tumblr "Mesmo que eu melhorasse da minha cabeça, eu nunca iria querer continuar em um mundo como este." Um mês antes, ele postou "Estou esperando o momento em que eu e minha escuridão nos separamos do meu corpo." Uma semana antes de sua morte, ele postou "estar na minha cabeça é como ser um quarterback jogando contra uma linha defensiva inteira." Finalmente, no dia de sua morte, ele postou "Estou tão exausto."
Brockington morreu em 23 de março de 2015, após ser atropelado por vários veículos na parte externa da rodovia interestadual 485, perto da Pavilion Boulevard, em Charlotte. O incidente foi considerado suicídio e teve natureza semelhante aos suicídios de Ash Haffner e Leelah Alcorn.
Brockington foi enterrado em Ravenel, Carolina do Sul, por sua família em 28 de março de 2015.

## Repercussão pós-morte
Em seu obituário, a família de Brockington, ainda não aceitando sua identidade transgênero, usou pronomes femininos e femininos e se referiu a ele pelo seu nome de batismo. Pouco antes de sua morte, ele havia dito à mídia que não mantinha contato com grande parte de sua família.
Em 24 de março de 2015, um dia após a morte de Brockington, cerca de 100 pessoas foram à sede da Time Out Youth na North Davidson Street, onde Brockington era cliente, para compartilhar histórias e confortar uns aos outros.
Southerners On New Ground realizou um serviço memorial para Brockington em Durham, Carolina do Norte, em 28 de março de 2015.
Três dúzias de membros da comunidade de Charlotte compareceram a um culto em memória de Brockington realizado em 29 de março de 2015, na Igreja Comunitária Sacred Souls. Rodney McKenzie, diretor de trabalho religioso da Força-Tarefa Nacional LGBTQ, viajou da cidade de Nova Iorque para comparecer ao culto e comentou: "Esta é uma perda para todos vocês e uma perda para o nosso movimento e o nosso mundo. (...) Todos nós ficamos incrivelmente tocados e incrivelmente tristes. (...) Isto é algo que nos toca a todos, em todos os lugares." O diretor executivo da Campus Pride, Shane Windmeyer, comentou no culto: "Dias como hoje, as semanas recentes, dói cada vez mais. (...) É um lembrete trágico do nosso dever como indivíduos de fazer mais, de tentar melhorar para mudar e salvar vidas." A parceira de Brockington, Flo Ethier, leu a passagem bíblica favorita de Brockington, 1 Coríntios 13.
Muitos notaram que o que aconteceu com Brockington se encaixa em um padrão perigoso de comportamento prejudicial contra jovens transgêneros – que frequentemente enfrentam níveis desproporcionais de bullying, assédio, discriminação e violência. Josh Burford, diretor assistente de diversidade sexual e de gênero na UNC Charlotte, que trabalhou com Brockington na exposição no Museu Levine, disse à imprensa: "O que aconteceu com Blake é parte de um problema sistêmico, especialmente para estudantes transgêneros. Ele não desistiu. Ele não desistiu. (...) Ele é uma vítima do que acontece todos os dias com essas crianças."
Outros serviços memoriais foram realizados em cidades como Minneapolis, Washington, D.C., e um serviço adicional em Charlotte.
Em 2018, o projeto de arquivo da comunidade LGBTQIA+ foi oficialmente denominado "arquivo da comunidade King-Henry-Brockington" para dar continuidade ao legado do impacto de Blake na comunidade local de Charlotte. Josh Burford, que havia trabalhado com Blake, decidiu incluir o nome de Blake como um lembrete permanente do trabalho deste jovem ativista.